# Almac (automobile)
Almac est une entreprise néo-zélandaise de voitures en kit fondée en 1984 et située à Upper Hutt. Almac Cars fait partie d'Almac Reinforced Plastics Ltd qui fabrique des produits en fibre de verre, une entreprise fondée en 1971 par Alex McDonald. L'intérêt de McDonald pour les voitures en kit a commencé alors qu'il vivait en Angleterre, après avoir acheté un Jem Marsh Sirocco. Jem Marsh a fondé la société automobile Marcos.

## Première voiture
McDonald a continué à s'intéresser aux voitures en kit lorsqu'il a émigré en Nouvelle-Zélande. À cette époque, les voitures en kit les plus courantes en Nouvelle-Zélande étaient les Beach Buggies basées sur un châssis Volkswagen et une voiture de sport australienne, la Purvis Eureka. En 1976, McDonald a commencé à concevoir une voiture de sport, de forme similaire à la Lotus Elite de 1974 et basée sur un châssis Volkswagen. Cette voiture a été vendue à Phil Derby qui l'utilise comme voiture de course. Aucun autre modèle n'a été fabriqué.

## Almac 427
Les amis de McDonald lui ont suggéré de créer une réplique de voiture à la place, car les voitures en kit basées sur Volkswagen commençaient à passer de mode. À l'aide d'un modèle de kit en plastique et de photographies, avec l'aide de George Ulyate, McDonald a créé des dessins à l'échelle et a commencé à travailler sur une réplique de la Shelby Cobra 427. McDonald a contracté[Quoi ?] KiwiRaceCars.com (alors Graham Berry Race Cars Limited) pour créer le châssis et construire la Cobra en utilisant la carrosserie en fibre de verre de McDonald's. La première voiture a été présentée au National Hot Rod Show de 1984,. Dix-sept voitures ont été vendues cette année-là. Aucune n'a été identifiée comme étant celle d'Almac, et certaines ont été confondues avec de véritables Cobra. Plus de 250 Cobras ont été produites et KiwiRaceCars.com les fabrique encore aujourd'hui en utilisant des carrosseries en fibre de verre fabriquées par Almac.

## Almac TC
Comme la Cobra se vendait bien, en 1986, McDonald a décidé d'ajouter un modèle de son propre design. La voiture était vaguement basée sur la MG TC. Ce n'était pas une réplique et elle était conçue pour s'adapter à un châssis de Triumph Herald. Vingt-cinq kits ont été vendus en deux ans.
McDonald a également commencé à construire des modèles clés en main de cette voiture. La construction de celles-ci et de leurs kits a pris fin en 1988 car les châssis en bon état de la Triumph Herald devenaient difficiles à obtenir et la cylindrée du moteur était limitée par le châssis.

## Almac TG
La production et la construction de la TG ont commencé en 1988. Bien que similaire à la TC, la TG avait un châssis conçu par Almac et utilisait une Holden Gemini comme voiture donatrice. Les premiers kits ont été mis en vente en 1989. Le modèle TG ne s'est pas vendu aussi bien que le TC et la demande a diminué après environ seize exemplaires.

## Almac Sabre et Sabre Série 2
McDonald n'avait toujours pas pu construire une voiture qui soit une Almac unique à 100%. McDonald et son fils Stuart ont commencé à travailler à la conception d'une interprétation moderne de la Cobra. Le premier design a repris certaines choses de la MGB. Alors que le prototype était en construction, McDonald en a été déçu et l'a remisé.
En 1991, un nouveau design est lancé et utilise un châssis spécialement conçu, des pièces Ford Cortina et un moteur Leyland P76 V8. Nommée Almac Sabre, elle a été présentée dans le magazine NZ Classic Car en mai 1994. A cette époque, le marché avait changé. La Mazda MX-5 était disponible et, en raison d'un changement législatif, des voitures japonaises d'occasion bon marché étaient importées. Un nouveau MX-5 ne coûtait que mille dollars néo-zélandais de plus que la Sabre. De plus, la Ford Cortina n'était pas vraiment une voiture de sport. Malgré une bonne publicité dans le magazine Driver en 1995, Which Kit en 1996 et Classic Car à nouveau en 2000, la production a cessé en 2001 après seulement neuf modèles fabriqués.
Avec le renouveau de l'industrie des voitures en kit, en 2002, McDonald a commencé à développer l'Almac Sabre Series 2. Un châssis plus récent et plus solide a été conçu, le pare-brise de la Cortina a été conservé, un moteur Toyota Lexus V8 a été ajouté et la carrosserie a subi un important rafraîchissement. La nouvelle Sabre a été lancée au salon de l'automobile de Hamilton en mars 2004 et cinq commandes ont été passées.

## Almac Clubsprint et Clubsprint XL
Lorsque la production de voitures en kit a ralenti vers la fin des années 90, McDonald a commencé à chercher des alternatives. Graham Berry avait un châssis complet pour une voiture basée sur la Lotus Seven. Son intention était de créer une voiture en kit bon marché qui pourrait être construite pour moins de 10 000 NZD. Le kit utilisait des pièces de Ford Escort Mark 1 ou 2 et a été lancé dans le magazine Classic Car en 2002. Le XL a été créé pour répondre à une demande pour un châssis légèrement plus grand.